# 細川直美
細川直美（1974年6月18日—），日本女演員，出生於神奈川縣橫濱市 ，畢業於明治大學附屬中野高等学校（夜間部），大學入學後中途退學，於1988年獲得第二屆全日本国民的美少女比赛冠军，因而進入演藝界，2002年嫁男演員葛山信吾。

## 外部連結
- プロフィール （页面存档备份，存于） - オスカープロモーション
- プロフィール （页面存档备份，存于） - Official Blog & SNS by beamie - 2012年8月より自らブログの書き込みを開始した。2014年5月中旬よりブログは下記Ameba版へ移行。
- プロフィール - オスカー電子カタログ
- Naomi Hosokawa在互联网电影资料库（IMDb）上的資料（英文）